# Tighearnán Ua Ruairc
Tighearnán Ua Ruairc (en gaélico y antiguamente escrito como Tigernán Mór Ua Ruairc, y Tiernan O'Rourke en inglés; fl. 1124-1172) fue el 19.º rey de Bréifne de la dinastía Ua Ruairc (964-1605), una rama de los Uí Briúin. El reino abarcó la moderna diócesis de Kilmore, en la  isla de Irlanda. En tiempos posteriores llegó a ser conocida como West Brefney o Brefney O'Rourke y desde 1124 el moderno condado de Leitrim. Fue uno de los reyes provinciales más exitosos y despiadados de la isla en el siglo XII, constantemente expandiendo su reino a través de alianzas de las cuales la más duradera fue con Toirdelbach Ua Conchobair de Connacht.

## Carrera

### Carrera temprana
Ua Ruairc puede que haya gobernado el reino de Breifne desde 1124 por temprano, como se indica en el Libro de Mac Carthaigh y los Anales de los cuatro maestros, el primero indicando que se alió en ese momento con los reyes de Meath y Leinster contra Toirdelbach Ua Conchobair . Sin embargo, los Anales de Úlster y los Anales de Tigernach no lo mencionan hasta 1128, donde registran el robo y asesinato de algunos de los miembros de la compañía del arzobispo de Armagh, siendo descrito en el primero como «un acto detestable y sin precedentes de consecuencias nefastas».
Parece haber llevado a cabo una serie de asaltos a otros territorios en 1130, y en 1143 ayudó a Toirdelbach Ua Conchobair en la captura de su hijo Ruaidhrí. En 1144, Ua Choncobair le dio la mitad del este de Mide, dando la otra mitad a Diarmait Mac Murchada, rey de Leinster. Tanto Ua Ruairc como Mac Murchadh se unieron al "gran rey" en una incursión a Munster en 1151.

### Secuestro de Derbforgaill
En 1152, la esposa de Ua Ruairc, Derbforgaill, fue secuestrada junto con su ganado y riqueza material, por Mac Murchada, quien ingresó al territorio de Ua Ruairc con la ayuda de Toirdelbach Ua Conchobair. Aunque los Anales de los cuatro maestros afirman que Derbforgaill regresó con Ua Ruairc al año siguiente, es posible que el asunto no haya terminado ahí. En 1166, Mac Murchada fue expulsado de Leinster por Ua Ruairc, Ruaidrí Ua Conchobair, rey de Connacht y gran rey de Irlanda, y Diarmait Ua Mealseachlainn, rey de Mide. Los anales de Tigernach y de los cuatro maestros indican que Mac Murchada fue primero derrotado por fuerzas al mando de Ruaidhri Ua Conchobair, antes de ser atacado por las fuerzas de Ua Ruairc y Ua Maeleachlainn, que incluían a los "extranjeros de Dublín" y a algunos hombres de Leinster, forzando a Mac Murchada a huir. A pesar de que la expulsión de Mac Murchada ocurrió catorce años después del secuestro, varias fuentes afirman que Ua Ruairc jugó un papel en esta motivado por un deseo de venganza.

### Invasión a Irlanda
Mac Murchadh huyó a la corte de Enrique II en Aquitania, donde le pidió ayuda para recuperar su territorio en Leinster. El rey permitió a Mac Murchada reclutar soldados mercenarios entre sus súbditos. Mac Murchadh pactó entonces con Richard de Clare, II conde de Pembroke, para que lo ayudara, prometiéndole a cambio la corona de Leinster.
Inicialmente Mac Murchadh regresó a Leinster en 1167 con un pequeño grupo de caballeros normandos y fue derrotado por Ruaidhrí Ua Conchobair, Ua Ruairc y Ua Maelseachlainn. En esta ocasión se le permitió permanecer en Irlanda, pero se vio obligado a pagar cien onzas de oro a Ua Ruairc por el secuestro de Derbforgaill, además de someterse y entregar rehenes a Ruaidhrí, probando así que dicha abducción fue ilegal bajo las Leyes Brehon.
No fue hasta la llegada de Robert FitzStephen, Hervey de Montmorency, Raymond FitzGerald y, finalmente, del propio De Clare, que Mac Murchada fue victorioso.
En 1170, los territorios de Ua Ruairc en Meath fueron saqueados por Mac Murchada y De Clare. En respuesta, Ua Ruairc persuadió a Ruaidhrí Ua Conchobair para que ejecutara a los rehenes que había tomado de Mac Murchada el año anterior. 
En 1171 se unió a Ruaidhrí en un fallido asedio a Dublín, que había sido capturada por Mac Murchada y De Clare. Más tarde ese año, atacó el territorio circundante de Dublín, siendo derrotado en la lucha contra los normandos estacionados allí bajo el mando de Miles de Cogan y que tuvo como saldo el asesinato de su hijo Aodh. Según Giraldus Cambrensis, Ua Ruairc fue uno de los reyes de Irlanda que se alió a Enrique II tras su llegada, para reforzar el control sobre De Clare, en 1171.

### Muerte
Según Giraldus Cambrensis, el asesinato de Ua Ruairc fue en la colina de Tlachtga, por un caballero cambro-normando llamado Griffin FitzWilliam que actuaba en defensa de Hugh de Lacy y Maurice FitzGerald, a quienes Ua Ruairc intentó matar después de fallidas negociaciones. Esto ocurrió poco después de la salida de Enrique II de Irlanda. Los Anales de Tigernach indican que fue traicionado y asesinado en 1172 por Eoan Mer, Richard de Clare el Joven, hijo de De Clare; y Domhnall, hijo de Annach Ua Ruairc. Mientras que los Anales de los cuatro maestros afirman que su muerte fue a manos de De Lacy y Domhnall, y que Ua Ruairc fue «un hombre de gran poder durante mucho tiempo».

## Familia
A través de su madre, Ua Ruairc era medio hermano de Donnchad Ua Cerbaill (f. 1168).
Tuvo al menos tres hijos, uno de ellos, Maelseachlainn Ua Ruairc, fue asesinado en 1162; mientras que otro, Aodh, fue asesinado en el combate de Ua Ruairc contra los normandos estacionados en los alrededores de Dublín.